# フェンリル

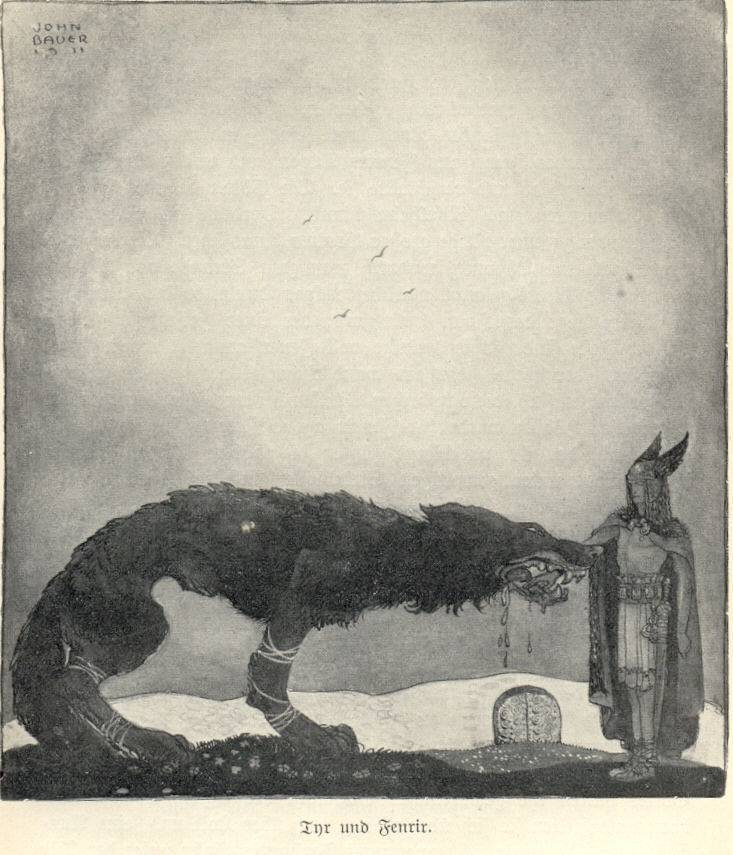
テュールの腕を喰いちぎるフェンリル。スウェーデンの画家ヨン・バウエルによる。（1911年）

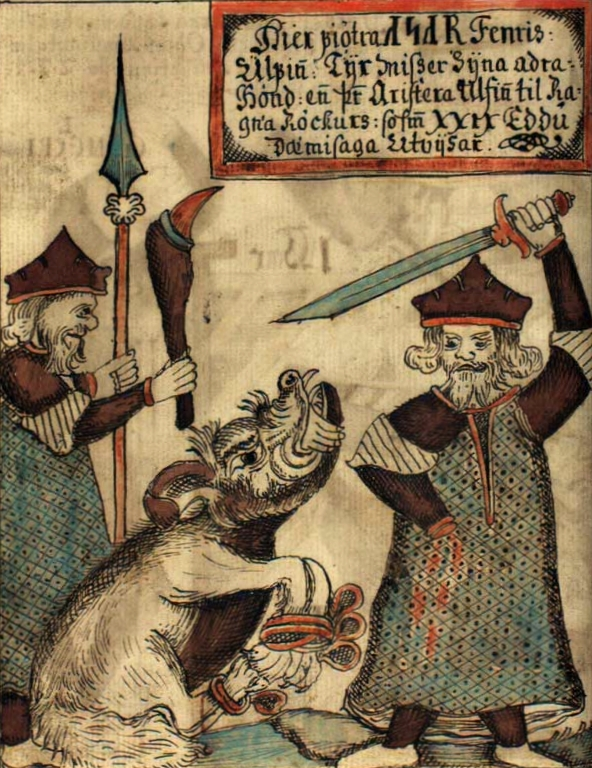
18世紀のアイスランドの写本『NKS 1867 4to』に描かれた、テュールの腕を喰いちぎるフェンリル。

フェンリル（古ノルド語: Fenrir、「フェンに棲む者」の意）は、北欧神話に登場する狼の姿をした巨大な幻獣。ロキが女巨人アングルボザとの間にもうけた、またはその心臓を食べて産んだ三兄妹の長子。彼の次にヨルムンガンドが、三人目にヘルが生まれた。
神々に災いをもたらすと予言され、ラグナロクでは、戦争と死の神オーディンと対峙して彼を飲み込んで殺した。
語尾に「狼」をつけてフェンリル狼（古ノルド語: Fenrisúlfr、フェンリスウールヴ）とも呼ばれる。
別名にフローズヴィトニル（Hróðvitnir、「悪評高き狼」の意）やヴァナルガンド（Vanargand、「ヴァン川のガンド」）などがある。

## 概要
初めは普通の狼とほとんど違いがなかったため、アース神族の監視下に置かれることとなったが、彼に餌を与える勇気があったのはテュールだけだった。しかし、日に日に大きくなり力を増してきたのと、予言はいずれも彼が神々に災いをもたらすと告げたため、拘束することを決めた。
神々はフェンリルを拘束するために、レージング（Læðingr、革のいましめ）と呼ばれる鉄鎖を用意したが、フェンリルはそれを容易に引きちぎった。続いて、神々はレージングの2倍の強さを持つ鉄鎖、ドローミ（Drómi、筋のいましめ）を用いたがこれもフェンリルは難なく引きちぎった。そのため、スキールニルを使いに出してドヴェルグに作らせたグレイプニルという魔法の紐を用いることにした。
グレイプニルは、猫の足音、女の顎髭、山の根元、熊の神経、魚の吐息、鳥の唾液という六つの材料から出来ていた。アースの神々はアームスヴァルトニル（Ámsvartnir）湖にあるリングヴィ（Lyngvi）という島で、紐が見かけよりも強いことをフェンリルに示し、試しに縛られるように彼に勧めた。フェンリルはこの紐も切れないようなら神々の脅威たり得ないから解放すると言われたが、一度縛られたら助けを得ることは難しいと考え、約束が間違いなく行われるという保証として誰かの右腕を自分の口に入れることを要求した。神々の中からテュールが進み出て彼の右腕をフェンリルの口の中に差し入れた。
グレイプニルから抜け出せないことに気付いたフェンリルはテュールの右腕を手首の関節のところで食いちぎったが、神々は素早くゲルギャ（Gelgja、拘束）と呼ばれる足枷から綱を伸ばしギョッル（Gjöll、叫び）と言う平らな石にフェンリルを縛り付け、石を地中深くに落とし、スヴィティ（Þviti、打ちつけるもの）と言う巨大な石を打ち込んで綱をかける杭にした。フェンリルは暴れてこれを噛もうとしたので、神々は下顎に柄が上顎に剣先がくるように剣を押し込んでつっかえ棒にした。開きっぱなしになったフェンリルの口から大量の涎が流れ落ちて川となった、これはヴァン（Ván、希望）川と呼ばれる。
こうしてフェンリルは捕縛されたものの、ラグナロクには自由になり、神々との戦いの場となるヴィーグリーズに進む。その口は開けば上顎が天にも届き、目や鼻からは炎を噴き出しており、オーディンと相まみえて彼を飲み込むが、直ちにオーディンの子ヴィーザルに殺される運命にある。このとき彼は下顎を靴で踏みつけられ、上顎を手でつかまれ口から上下に引き裂かれる。、巫女の予言では、剣で心臓を貫かれるともいわれている。
イアールンヴィズ（鉄の森）にいる老婆がフェンリルの一族を生み、それらのうちのスコルがソール（太陽）を、ハティがマーニ（月）を追いかけている。彼らから逃れるために太陽と月は馬車を走らせ、これが太陽と月の運行を司る形になっているが、ラグナロクでは、それぞれソールとマーニに追いついてこれを飲み込むといわれる。

### 出典

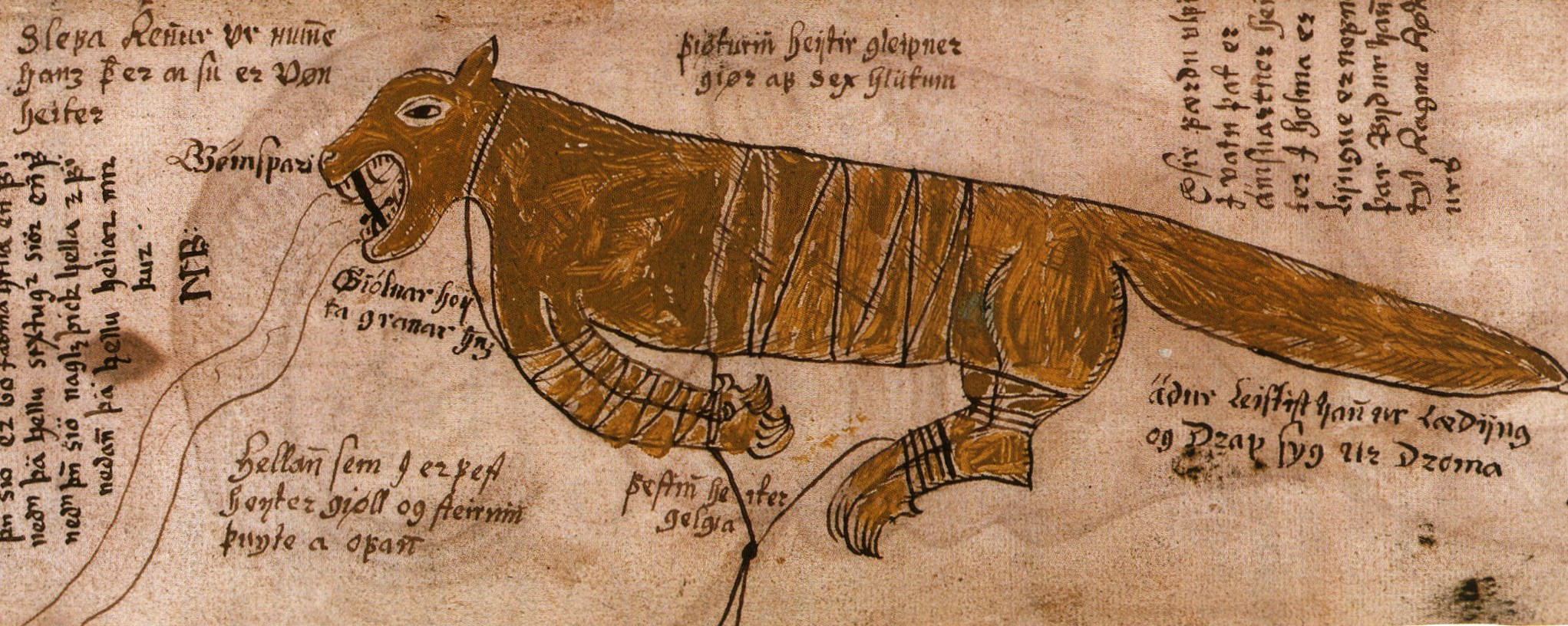
17世紀の写本『AM 738 4to』に描かれた、拘束されたフェンリル。